# سرانیا دو مکوئیرا

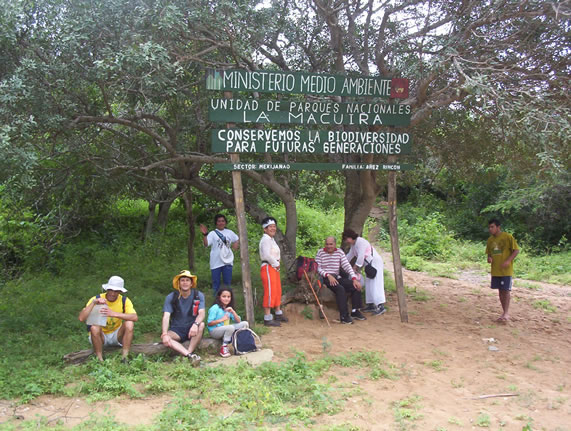
ورودی پارک ملی طبیعی ماکوئیرا

سرانیا دو مکوئیرا (Serranía de Macuira) نام رشته کوهی در شمال کلمبیا واقع در منطقهٔ شهری اوریبیا، شهرستان لا گواخیرا است. این رشته کوه در وسط بیابان لاگوآخیرا در ارتفاع ۸۶۴ متری است. این رشته کوه منطقهٔ حفاظت شدهٔ پارک ملی طبیعی ماکوئیرا است.
سرانیا دو مکوئیرا نزدیک به ۳۵ کیلومتر طول و ۱۰ کیلومتر پهنا دارد و در فاصلهٔ ۱۰ کیلومتری دریای کارائیب است. بلندترین قلهٔ این رشته کوه، سررو پالو ۸۶۴ متر ارتفاع دارد.